# Rio Almășeni
Rio Almășeni é um rio da Romênia afluente do rio Iara, localizado no distrito de Cluj.